# Region Lambayeque
Die Region Lambayeque [lambaˈʝeke] (span. Región Lambayeque, muchik Ñampaxllæc, Quechua Lanpalliqi suyu) ist eine Verwaltungsregion im nordwestlichen Peru. Auf einer Fläche von 14.213 km² leben 1.197.260 Menschen (2017). Die Hauptstadt ist Chiclayo. In dieser Region existierten die Prä-Inka-Kulturen Chimú, Mochica und Sicán (Lambayeque).

## Geografie
Zu der am Pazifik gelegenen Region gehören die Inseln Punta Chérrepe, Lobos de Tierra und Lobos de Afuera.

## Provinzen
Die Region Lambayeque ist in drei Provinzen und 38 Distrikte unterteilt.
| Provinz    | Hauptstadt |
| ---------- | ---------- |
| Chiclayo   | Chiclayo   |
| Ferreñafe  | Ferreñafe  |
| Lambayeque | Lambayeque |

## Bevölkerung
Die mehrheitlich spanischsprachige Bevölkerung konzentriert sich auf die an der Küste gelegene Provinz Chiclayo.
In den zur Provinz Ferreñafe gehörenden abgelegenen Distrikten Incahuasi und Kañaris gibt es noch eine mehrheitlich quechuasprachige Bevölkerung (Inkawasi-Kañaris). Bis Anfang des 20. Jahrhunderts wurde an der Küste auch Muchik gesprochen.

## Kultur, Bildung, Wirtschaft
Die Verwaltungsregion Lambayeque ist Sitz folgender Hochschulen: 
- Universidad Nacional Pedro Ruiz Gallo, Lambayeque
- Universidad de Chiclayo, Chiclayo
- Universidad Católica Santo Toribio de Mogrovejo, (USAT), Chiclayo, SUNEDU